# ジブチルアミン
ジブチルアミン（英語: dibutylamine）は、生臭い臭気のする無色の液体である。防錆剤、乳化剤の製造、浮遊剤として使用されるアミンである。可燃性で、有毒である。